# 高橋ひかる (グラビアアイドル)
高橋 ひかる（たかはし ひかる、1995年8月7日 - ）は、日本の元グラビアアイドル。千葉県出身。2015年までアヴィラに所属していた。

## 略歴
2010年、中学3年生でデビュー。ジュニアアイドル、グラビアアイドルとして高身長と抜群のプロポーションを武器にイメージDVDで活躍。
2010年10月、インターネット放送局 あっとおどろく放送局「秋葉原アヴィラ女学園・中等部」にレギュラー出演開始。同事務所、同世代かつ全員が中学生ながらグラビアアイドルとして活躍している山上愛、高橋まい、臼坂まゆ、中野凜、里佳津乃などのメンバーとともに普段の水着姿とは違うトークという新しい魅力を披露し、番組を盛り上げた。
2011年、高校に入学すると水着での撮影会も解禁し、多くのカメラマンを魅了した。年間のイメージDVD発売本数も増え、特に競泳水着やレオタードなど、ハイレグの衣装を着させたら右に出る者はいないとファンの間でも有名であり、本人もインタビューなどで積極的にアピールしていた。
2014年、法政大学に入学。

## 出演

### WebTV
- あっとおどろく放送局「秋葉原アヴィラ女学園・中等部」（2010年10月 - ） - レギュラー
- あっとおどろく放送局「秋葉原アヴィラ女学園・高等部」（2011年4月 - ） - レギュラー

## DVD
- たっぷり高橋ひかる（2010年9月25日、アイマックス）
- マイペット（2010年12月16日、フェアリー）
- キラ星!（2011年4月28日、イメージクリエーター）
- パーフェクトスマイル!（2011年10月28日、シャイニングスター）
- 清く、美しく。（2012年2月24日、M.B.D.メディアブランド）
- 愛のひかチュッ!（2012年5月23日、シャイニングスター）
- Fresh Smile 〜ひかるかがやく〜（2012年7月30日、オルスタックソフト販売）
- 17歳の初恋（2012年10月26日、シャイニングスター）
- こころのヒカルもの（2012年12月20日、ギルド）
- ひかちゅうに夢中（2013年3月29日、シャイニングスター）
- 旬感娘（2013年5月23日、pixy）
- ひかる季節（2013年11月20日、ラインコミュニケーションズ）

## デジタル写真集
- 高橋ひかる1〜4（デジタル出版）

　-競泳水着写真集
- WHITE BIKINI 高橋ひかる（デジタル出版）

　-白ビキニ写真集